# Биеннале в Шардже
Биеннале в Шардже (англ. Sharjah Biennial, араб. بينالي الشارقة الدولي‎) — крупномасштабная выставка современного искусства, которая проходит раз в два года в городе Шарджа, Объединённые Арабские Эмираты.

## История и деятельность

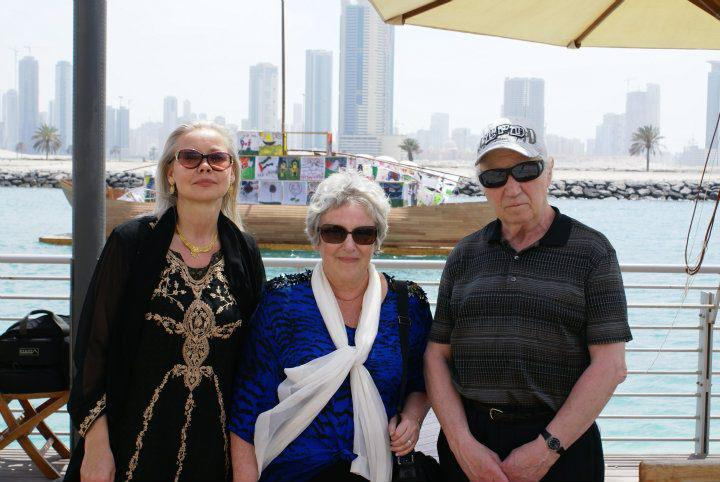
Шенк, Бригитта, Эмилия и Илья Кабаковы на биеннале Шарджи в 2011 году

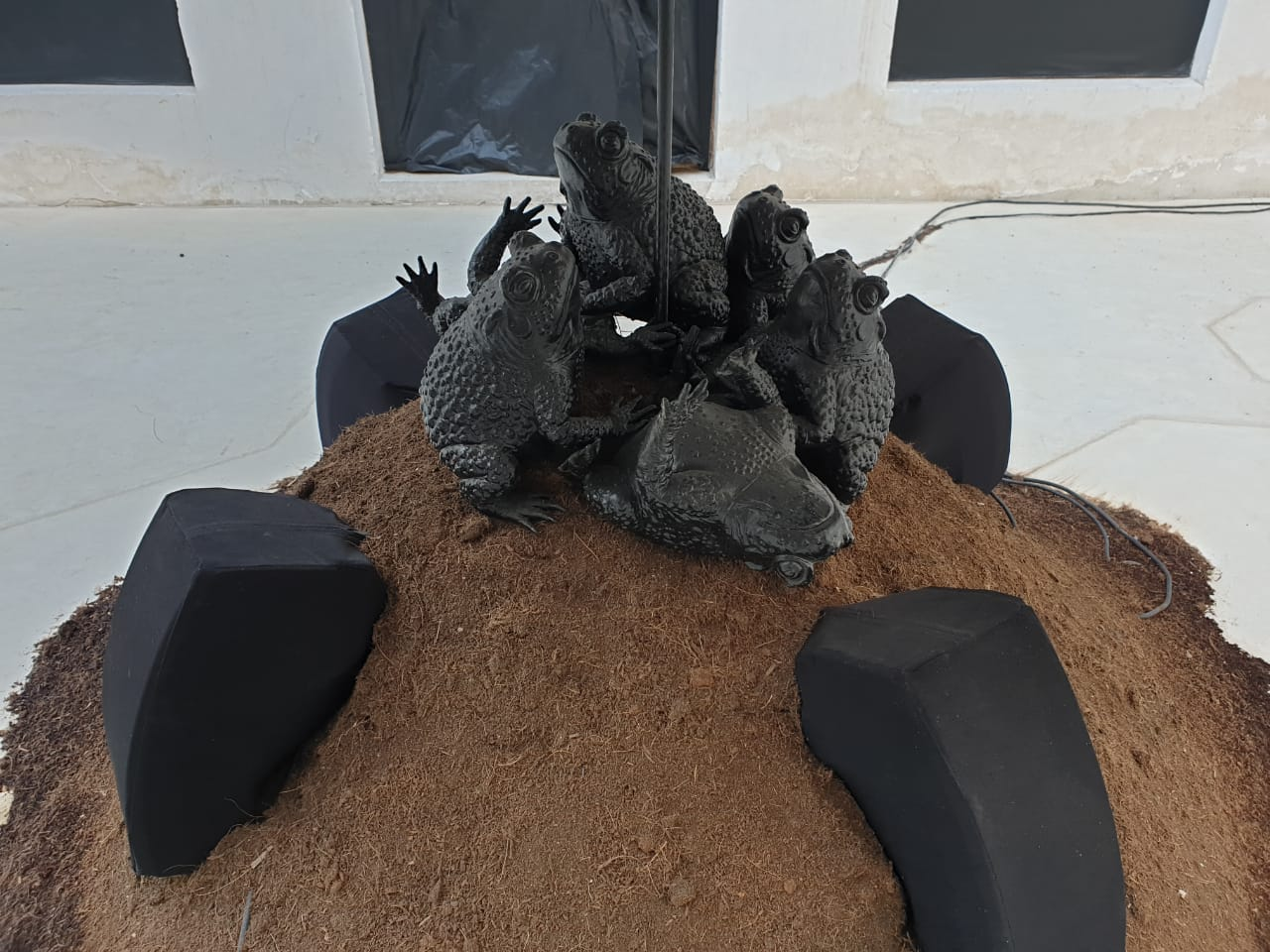
Инсталляция «Making New Time» Филлипсон, Хизер на биеннале 2019 года

Первая биеннале в Шардже состоялась в 1993 году; была организована Департаментом культуры и информации Шарджи и проводилась в таком формате до 2003 года, когда была переориентирована президентом Художественного фонда Шарджи — Хур Аль Касими (Hoor Bint Sultan Al Qasimi). В 2003 году она была назначена куратором 6-й биеннале в Шардже и с тех пор является директором этой выставки. Хур Аль Касими является практикующей художницей, получившей степень бакалавра искусств (BFA) в лондонской школе Slade School of Fine Art (2002), диплом по живописи (Diploma in Painting) в Королевской академии художеств (2005) и степень магистра современного искусства (MA) в Королевском колледже искусств в Лондоне (2008).
7-я биеннале 2005 года с названием «Belonging» курировалась Джеком Персекяном, Кеном Лумом и Тирдадом Золгадром. Проходила с 6 апреля по 6 июня 2005 года и была посвящена вопросам «belonging, identity and cultural location».
8-я выставка в 2007 году называлась «Still Life: Art, Ecology, and the Politics of Change», её кураторами были Мохаммед Казем, Джонатан Уоткинс и Ева Шаррер (Eva Scharrer). Биеннале проводилась с 4 апреля по 4 июня 2007 года сразу в нескольких местах: Художественном музее Шарджи, Экспоцентре Шарджи, Heritage Area, Американском университете Шарджи и на нескольких городских площадках на открытом воздухе.
Выставочную программу 9-й биеннале в Шардже — «Provisions For The Future» курировала Изабель Карлос (Isabel Carlos), а спектакли и кинопрограмму «Past Of The Coming Days» — Тарек Абу Эль Фетух (Tarek Abou El Fetouh). Выставка проходила с 19 марта по 16 мая 2009 года. В ней принимали участие: Хамра Аббас (Hamra Abbas), Диана Аль-Хадид (Diana Al-Hadid), Фироз Махмуд, Халил Алтиндере (Halil Altindere), Хуан Араужо (Juan Araújo), Тарек Атуи (Tarek Atoui),  Елена Ковылина ( Elena Kovylina), Лили Дюжури (Lili Dujourie), Хала Элькусси (Hala Elkoussy), Айсе Эркмен (Ayse Erkmen), Лара Фаваретто (Lara Favaretto), Ламья Гаргаш (Lamya Gargash), Симрин Джилл, Шила Говда, Карин Сандер, Нида Синнокрот, Лилиана Портер, Вайнер Лоуренс,  и многие другие.
10-я, юбилейная биеннале с названием «Plot for a Biennial» проводилась с 16 марта по 16 мая 2011 года, курировалась Сюзанной Коттер, Рашей Салти (Rasha Salti) и Хайгом Айвазяном (Haig Aivazian). Выставка освещала так называемую Арабскую весну — движение, стремящееся к политическим изменениям, которое происходило в различных арабских странах в течение нескольких месяцев в этот период времени. Биеннале проходила в нескольких местах в центре Шарджи, в том числе в достопримечательных местах города, включая знаменитый стадион Sharjah Cricket Stadium. В ней приняли 119 художников из 36 стран мира.
11-я биеннале «Re: emerge: Towards a New Cultural Cartography» прошла с 13 марта по 13 мая 2013 года. Её курировал Юко Хасегава — главный куратор Музея современного искусства в Токио. В числе представленных на выставке художников были: Рави Агарвал (Ravi Agarwal), Невин Аладаг (Nevin Aladag), Джананн Аль-Ани (Jananne Al-Ani), Мэтью Барни, Элизабет Пейтон, Амар Канвар, Отобонг Нканга, Ламия Жорейдж, Джеспер Джаст, Паскаль Мартин Тэйу, Габриель Ороско и другие.
12-я биеннале «The past, the present, the possible», курируемая Юни Джу (Eungie Joo), состоялась в общественных местах Шарджи — в Художественном музее Шарджи, в Художественном фонде Шарджи и на исторической площади площади Al Mureijah. Проходила она с 5 марта по 5 июня 2015 года.
13-я биеннале с коротким названием «Tamawuj» открылась 10 марта 2017 года выставками в Шардже и Бейруте, наряду с проектами в Дакаре, Рамаллахе и Стамбуле, которые прошли с октября 2017 года по январь 2018 года. Куратором этого мероприятия была Кристин Томе.
14-я выставка в Шардже «Leaving the Echo Chamber» прошла с 7 марта по 10 июня 2019 года. Биеннале открылась в помещении в Художественного фонда Шарджи и проходила на Al Mureijah Square. Кураторами выставки были Зои Батт (Zoe Butt), Омар Холейф и Клэр Тэнконс.